# Résolution 192 du Conseil de sécurité des Nations unies
Membres permanents
- Chine (Taïwan)
- États-Unis
- France
- Royaume-Uni
- URSS

Membres non permanents
- Bolivie
- Brésil
- Côte d'Ivoire
- Maroc
- Norvège
- Tchécoslovaquie

Résolution no 191 Résolution no 193
La Résolution 192  est une résolution du Conseil de sécurité des Nations unies adoptée le 20 juin 1964, dans sa 1139e séance, après un rapport du Secrétaire général sur la Force des Nations unies chargée du maintien de la paix à Chypre (UNFICYP pour United Nations Peacekeeping Force in Cyprus), le Conseil a réaffirmé les résolutions 186 et 187 et a étendu le stationnement de la Force établie par ces résolutions pour une période supplémentaire de trois mois, pour une fin le 26 septembre 1964.

## Vote
La résolution a été approuvée à l'unanimité.

## Texte
- Résolution 192 Sur fr.wikisource.org
- Résolution 192 Sur en.wikisource.org